# Biblioteca medica Vincenzo Pinali
La Biblioteca medica "Vincenzo Pinali" è parte del Sistema Bibliotecario dell'Ateneo degli Studi di Padova, con sede in Via Giustiniani, 2, ospitata in un palazzetto ristrutturato del XIX secolo all'interno della cittadella ospedaliera. La Biblioteca fu voluta dal professor Vincenzo Pinali, docente di clinica medica dal 1857 al 1875: alla sua morte egli lasciò una gran parte del proprio cospicuo patrimonio all'Università di Padova affinché vi fosse istituita una biblioteca medica e venissero acquistati strumenti clinici per gli studenti.

## La Biblioteca Pinali a Padova

### Le origini
La Biblioteca Pinali, la cui realizzazione fu resa possibile dal lascito librario e monetario del medico padovano a cui è intitolata, nasce nel 1873 nella Scuola Medica di San Mattia e si arricchisce nel tempo con importanti donazioni di opere classiche nel campo della medicina da parte di altri professori e dei loro eredi.

### La nascita della Pinali moderna e la Biblioteca oggi
(Ambrogio Fassina, Professore Ordinario di Anatomia Patologica, Direttore della Biblioteca medica "Vincenzo Pinali" dal 1992 al 2013)

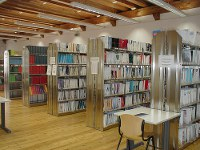
Sala di lettura interna

Nel 1963, in concomitanza con la nascita del Policlinico Universitario, la Facoltà di Medicina e chirurgia decise di creare una nuova biblioteca, funzionale alle esigenze del moderno Policlinico e fisicamente ad esso adiacente. L'originaria biblioteca venne così divisa in: Biblioteca Pinali, sezione Antica, annessa all'Istituto di Storia della medicina, dove viene ancora oggi conservato il nucleo storico originario; Biblioteca medica “Vincenzo Pinali”, annessa alla Facoltà, dedicata a supportare l'attività didattica, di ricerca e clinica degli Istituti prima e dei Dipartimenti poi.
Dal 2012, in seguito alla riorganizzazione dell'Università dovuta alla legge 30 dicembre 2010 n. 240, entrambe le biblioteche sono organizzate e amministrate dal Centro di Ateneo per le Biblioteche.
Dal 1987 la Biblioteca aderisce al Servizio Bibliotecario Nazionale; cura la diffusione delle informazioni, alimentando i cataloghi collettivi on line del Sistema Bibliotecario Padovano, del Servizio Bibliotecario Nazionale, dell'Archivio Collettivo Nazionale dei Periodici.
Nel 1977 la Biblioteca Pinali ha prodotto il primo Soggettario Medico Italiano a stampa, con una seconda edizione nel 1995 e una successiva versione on-line. Il Soggettario è stato chiuso negli anni 2000.
La Biblioteca, tra i suoi servizi, offre corsi di aggiornamento per l'uso delle risorse elettroniche del Sistema Bibliotecario d'Ateneo.